# Marija Štetić
Marija Štetić, hrvatska taekwondoašica i reprezentativka. Članica je TK Dubrava.

## Športski uspjesi
Već kao kadetkinja je osvojila brončanu medalju na međunarodnom Craotia Openu 2007. godine, da bi godinu poslije na istom turniru osvojila zlatnu medalju, ostvarivši pet pobjeda.
2010. ponovila je osvajanje zlatne medalje u Zagrebu, ali se i u Innsbrucku okitila zlatom. Iste godine je bila i uspješna u Parizu, gdje je osvojila brončano odličje.
2011. je na prvenstvu Njemačke u Hamburgu osvojila broncu izgubivši u polufinalu od Ruskinje Ekaterine Derbeneve. 
Sudjelovala je i na Europskom prvenstvu u Pafosu u Grčkoj 2011., ali nije ostvarila značajniji rezultat. Iste godine osvaja zlato u Beogradu kao seniorka u kategoriji do 62 kg.
2012. ponovno je osvojila medalju u Beogradu, ali ovaj put brončanog sjaja, izgubivši od Hrvatice Nives Ambruš 7:5.
Na "Plemenitom taekwondo turniru Zaprešića" 2013. osvojila je zlatnu medalju pobijedivši u finalu Krčansku taekwondoašicu Mateju Serdarušić sa 17:13. Zanimljivo je da je prije toga, u polufinalu nokautirala Talijanku Valentinu Milu s 8:0. Iste godine je u Zagrebu 2013. na domaćem terenu osvojila srebro izgubivši u finalu do Francuskinje Aline Dossuo Gbete. 
U Lommelu 2014., na Belgijskom otvorenom prvenstvu osvojila je zlatnu medalju nadvisivši u finalu Nives Ambruš sa 6:2. Iste je godine osvojila brončane medalje na Greece Openu u Kosu i Austria openu u Innsbrucku.
2015. je na Bosnia Openu u Sarajevu osvojila srebro u seniorskoj kategoriji izgubivši u finalu od hrvatske predstavnice Marine Sumić.

## Vanjske poveznice
- Osobni podatci i športska postignuća